# Prélature territoriale de Chota
La prélature territoriale de Chota (en latin : Praelatura Territorialis Chotensis ; en espagnol : Prelatura territorial de Chota) est une prélature territoriale de l'Église catholique du Pérou, suffragante de l'archidiocèse de Piura.

## Territoire

Prélature de Chota

Le diocèse comprend les provinces de Chota et Cutervo dans le département de Cajamarca. Les autres provinces de ce département sont gérées par le vicariat apostolique de Jaén au Pérou ou San Francisco Javier et les diocèses de Chiclayo et Cajamarca.
Son territoire a une superficie de 6 823 km2 divisé en 16 paroisses. Le siège est situé dans la ville de Chota où se trouve la cathédrale de Tous-les-Saints.

## Histoire
La prélature territoriale est érigée le 7 avril 1963 par la constitution apostolique Pontificale munus du pape Jean XXIII en recevant son territoire du diocèse de Chiclayo. Elle est confiée aux augustins récollets.
Nommé suffragant de l'archidiocèse de Trujillo lors de sa création, il intègre la province ecclésiastique de Piura le 30 juin 1966.

## Évêques
- Florentino Armas Lerena, O.A.R (7 avril 1963 - 17 août 1976)
- José Arana Berruete, O.A.R (24 janvier 1979 - 27 octobre 1992)
- Emiliano Antonio Cisneros Martínez, O.A.R (7 décembre 1993 - 27 mars 2002) nommé évêque de Chachapoyas
- José Carmelo Martínez Lázaro, O.A.R (27 mars 2002 - 12 octobre 2004) nommé évêque de Cajamarca
- Fortunato Pablo Urcey, O.A.R, depuis le 15 octobre 2005.